# Dagney Kerr
Dagney Kerr, née le 22 février 1972, à Cincinnati (Ohio, États-Unis) est une actrice américaine.

## Biographie
Avant de commencer sa carrière d'actrice, Kerr fut chanteuse et danseuse pendant les croisières. Sa filmographie est principalement composée de productions de télévision dont le plus notoire est celui de l'infirmière Heisel dans Desperate Housewives. Elle est également apparue dans des séries comme Buffy contre les vampires, Une famille du tonnerre (George Lopez), Six Feet Under et dans des films comme Les 20 premiers millions ou Park.

## Vie privée
Elle est mariée à Chris Emerson, acteur, producteur, réalisateur, compositeur et scénariste depuis 1999.

## Filmographie

### Cinéma
- 2006 : Park
- 2004 : One Man's Trash
- 1998 : Two Weeks Later

### Télévision
- 2011 : Pretty Little Liars
- 2006 : Desperate Housewives
- 2004 : Washington Police (The District)
- 2004 : The Bernie Mac Show
- 2004 : Les Parker
- 2003 : Eve
- 2003 : Six Feet Under (Six Feet Under)
- 2002 : Une famille du tonnerre (George Lopez)
- 1999 : Père malgré tout (Oh, Grow Up)
- 1999 : Buffy contre les vampires (Buffy the Vampire Slayer)
- 1999 : Rude Awakening